# Turn the Page
Turn the Page är en låt ursprungligen inspelad av Bob Seger från albumet Back in '72 som släpptes 1973. Låten har under åren spelats in av en rad olika artister, bland annat Metallica, Sage Francis, Waylon Jennings, Marschall Chapman, Golden Earring, och Kid Rock.